# Diego Lopes
Diego Lopes da Silva (Manaus, Amazonas; 30 de dezembro de 1994) é um lutador brasileiro de artes marciais mistas que compete no peso pena do Ultimate Fighting Championship (UFC).

## Primeiros anos
Nascido e criado em Manaus, Amazonas, Lopes começou a treinar jiu-jitsu brasileiro ainda jovem, pois era tradição em sua família lutar. Ele rapidamente começou a competir aos 7 anos. Aos 16 anos recebeu a faixa roxa e logo depois fez a transição para o MMA. Na minha primeira luta nunca treinei realmente MMA, afirmou Lopes.

Eu só estava praticando jiu-jitsu e ajudando meu irmão nos acampamentos porque ele estava lutando na época. Aí, um dia, meu irmão recebeu uma oferta de luta, mas ele não aceitou porque tinha bastante experiência e o menino estava apenas estreando. Aí ele me perguntou: 'Ei, tem essa luta daqui a um mês'. E eu disse: 'Legal, sim, estou sempre ansioso para competir no jiu-jitsu', e ele disse: 'Não, isso é MMA'. Eu ainda tomei e não paramos desde então.

## Carreira no MMA

### Começos e carreira no México
Lopes estreou no MMA profissional em setembro de 2012. Sua estreia foi vitoriosa, competiu mais sete vezes e fez 5-2. Após oito lutas, seu instrutor de jiu-jitsu ofereceu a Lopes a oportunidade de dar aulas no México. Aos 19 anos, Lopes aceitou a oferta do treinador e mudou-se para o México, onde começou a lecionar. Mais tarde, ele retomou sua carreira de lutador.
Lopes faria algumas lutas pela empresa mexicana LUX Fight League, onde conquistou o LUX Featherweight Championship após derrotar Marco Beltrán no dia 29 de novembro de 2019 no evento LUX 007, finalizando Beltrán com um mata leão. Dois anos depois, no LUX 012, fez sua primeira e única defesa titular ao derrotar Masio Fullen com a mesma técnica.

### Ultimate Fighting Championship
Lopes aceitou a oportunidade de estrear no UFC após receber uma oferta cinco dias antes do evento para substituir Bryce Mitchell, que estava ausente por lesão no UFC 288 e teve que enfrentar Movsar Evloev. Ele perdeu a luta por decisão unânime.
Lopes enfrentou Gavin Tucker no dia 5 de agosto de 2023, no UFC on ESPN 50. Ele venceu a luta por finalização no primeiro round.
Lopes enfrentou Pat Sabatini no dia 11 de novembro de 2023, no UFC 295. Ele venceu a luta por nocaute técnico no primeiro round.
Lopes enfrentou Sodiq Yusuff no dia 12 de abril de 2024, no UFC 300. Ele venceu a luta por nocaute técnico no primeiro round e, durante a comemoração, pulou da jaula. Como resultado, a Comissão Atlética do Estado de Nevada (NSAC) reteve US$ 5.000 de seu pagamento de US$ 100.000.
Lopes estava escalado para enfrentar Brian Ortega na luta do peso leve no dia 29 de junho de 2024, no UFC 303. A luta estava originalmente marcada no peso pena, mas foi alterada um dia antes do evento devido a problemas de corte de peso por parte de Ortega. Mais tarde no dia do evento, Ortega foi substituído no último minuto por Dan Ige no peso catch de 165 libras. Lopes venceu a luta por decisão unânime.

## Campeonatos e prêmios
- Ultimate Fighting Championship
  - Performance of the Night (Duas vezes) vs. Gavin Tucker e Pat Sabatini[15][16]
  - Fight of the Night (Uma vez) vs. Movsar Evloev[17]

- LUX Fight League
  - Campeonato peso pena da LUX (uma vez)

- Xtreme Fighters Latino
  - Campeonato peso pena do XFL (uma vez)

- Jasaji Fighting League
  - Campeonato peso pena do JFL (uma vez)

## Cartel no MMA
| Cartel no MMA   |             |            |
| 32 lutas        | 26 vitórias | 6 derrotas |
| Por nocaute     | 10          | 2          |
| Por finalização | 12          | 0          |
| Por decisão     | 4           | 4          |

| Res.    | Cartel | Oponente                   | Método                              | Evento                                     | Data       | Round | Tempo | Local                | Notas                                                                                            |
| ------- | ------ | -------------------------- | ----------------------------------- | ------------------------------------------ | ---------- | ----- | ----- | -------------------- | ------------------------------------------------------------------------------------------------ |
| Derrota | 26-7   | Alexander Volkanovski      | Decisão (unânime)                   | UFC 314: Volkanovski vs. Lopes             | 12/04/2025 | 5     | 5:00  | Miami, Flórida       | Pelo Cinturão Peso Pena do UFC.; Luta da Noite.                                                  |
| Vitória | 26-6   | Brian Ortega               | Decisão (unânime)                   | UFC 306: O'Malley vs. Dvalishvili          | 14/09/2024 | 3     | 5:00  | Paradise, Nevada     |                                                                                                  |
| Vitória | 25-6   | Dan Ige                    | Decisão (unânime)                   | UFC 303: Pereira vs. Procházka 2           | 29/06/2024 | 3     | 5:00  | Las Vegas, Nevada    | Peso Casado. Dan Ige substituiu Brian Ortega com 4 horas de antecedência.                        |
| Vitória | 24-6   | Sodiq Yusuff               | TKO (uppercuts para golpes no chão) | UFC 300: Pereira vs. Hill                  | 13/04/2024 | 1     | 1:29  | Las Vegas, Nevada    |                                                                                                  |
| Vitória | 23-6   | Pat Sabatini               | Nocaute (socos)                     | UFC 295: Procházka vs. Pereira             | 11/11/2023 | 1     | 1:30  | New York City        | Performance da Noite.                                                                            |
| Vitória | 22-6   | Gavin Tucker               | Finalização (triângulo)             | UFC Fight Night: Sandhagen vs. Font        | 05/08/2023 | 1     | 1:38  | Nashville, Tennessee | Performance da Noite.                                                                            |
| Derrota | 21-6   | Movsar Evloev              | Decisão (unânime)                   | UFC 288: Sterling vs. Cejudo               | 06/05/2023 | 3     | 5:00  | Newark, New Jersey   | Estreia no UFC; Diego Lopes substituiu Bryce Mitchell com 5 dias de antecedência. Luta da Noite. |
| Vitória | 21-5   | Ángel Rodríguez            | Nocaute (socos)                     | Lux Fight League 28                        | 18/11/2022 | 2     | 0:40  | Monterrey            |                                                                                                  |
| Vitória | 20-5   | Kenneth Glenn              | Nocaute (socos)                     | Fury FC 57                                 | 11/02/2022 | 3     | 4:39  | Humble               |                                                                                                  |
| Derrota | 19-5   | Nate Richardson            | Decisão (dividida)                  | Fury FC 52                                 | 17/10/2021 | 5     | 5:00  | Houston, Texas       | Pelo cinturão peso pena do Fury FC.                                                              |
| Derrota | 19-4   | Joanderson Brito           | Decisão técnica (unânime)           | Dana White's Contender Series 2021: Week 1 | 31/08/2021 | 3     | 0:10  | Las Vegas, Nevada    |                                                                                                  |
| Vitória | 19-3   | Masio Fullen               | Finalização (chave de braço)        | Lux Fight League 12                        | 12/03/2021 | 3     | 3:06  | Monterrey            | Defendeu o cinturão peso pena da LFL.                                                            |
| Vitória | 18-3   | Marco Beltran              | Finalização (chave de joelho)       | Lux Fight League 7                         | 29/11/2019 | 1     | 3:35  | Monterrey            | Defendeu o cinturão peso pena da LFL.                                                            |
| Vitória | 17-3   | Alejandro Solano Rodriguez | Decisão (unânime)                   | Lux Fight League 6                         | 30/08/2019 | 5     | 5:00  | Monterrey            | Ganhou o cinturão peso pena da LFL.                                                              |
| Vitória | 16-3   | Rony Jason                 | Decisão (unânime)                   | Lux Fight League 4                         | 15/03/2019 | 3     | 5:00  | Mexico City          |                                                                                                  |
| Vitória | 15-3   | Luis Guerrero              | Finalização (chave de braço)        | Lux Fight League 3                         | 05/10/2018 | 1     | 2:48  | Mexico City          |                                                                                                  |
| Vitória | 14-3   | Rogelio Meneses            | Nocaute (socos)                     | Roca Fighting League 2                     | 17/08/2018 | 1     | 1:21  | Hidalgo, México      |                                                                                                  |
| Vitória | 13-3   | Antonio Hernández          | Finalização (chave de braço)        | XFL 38                                     | 01/06/2018 | 1     | 1:21  | Ciudad de México     |                                                                                                  |
| Derrota | 12-3   | Amir Elzhurkaev            | Nocaute (socos)                     | ACB 78: Young Eagles 24                    | 13/01/2018 | 2     | 3:06  | Chechênia            |                                                                                                  |
| Vitória | 12-2   | Isaac Ruelas               | Finalização (mata-leão)             | Jasaji FL 17                               | 23/09/2017 | 1     | 2:23  | Tlalnepantla de Baz  |                                                                                                  |
| Vitória | 11-2   | Raúl Najera Ocampo         | Ground and pound                    | XFL 34                                     | 21/04/2017 | 1     | 3:37  | Ciudad de México     |                                                                                                  |
| Vitória | 10-2   | Carlos Cañada              | Finalização (mata-leão)             | Jasaji FL 15                               | 18/03/2017 | 1     | 3:37  | Tlalnepantla de Baz  |                                                                                                  |
| Vitória | 9-2    | Paul Marquez               | Finalização (chave de braço)        | Jasaji FL 14                               | 26/11/2016 | 1     | 4:46  | Tlalnepantla de Baz  |                                                                                                  |
| Vitória | 8-2    | Luis Torres                | Ground and pound                    | CFN 5                                      | 16/04/2016 | 1     | 1:15  | Coatzacoalcos        |                                                                                                  |
| Vitória | 7-2    | Gilberto Pantoja           | Finalização(triângulo)              | EFN - Elite Fight Night                    | 19/09/2015 | 2     | 2:19  | São Paulo            |                                                                                                  |
| Vitória | 6-2    | Duda Sales                 | Finalização(chave de calcanhar)     | Thunder Fight 3 - Gameth vs. Para          | 11/04/2015 | 1     | 3:42  | São Paulo            |                                                                                                  |
| Vitória | 5-2    | Jose Roberto dos Santos    | TKO(desistência)                    | MMA Super Heroes 7                         | 15/11/2014 | 1     | 2:28  | São Paulo            |                                                                                                  |
| Vitória | 4-2    | Isaque Silva               | Finalização (mata-leão)             | PFMMA - Pro Fight MMA Brasil 11            | 27/07/2014 | 2     | 2:44  | São Paulo            |                                                                                                  |
| Derrota | 3-2    | Rodrigo Praia              | Nocaute (socos)                     | ITC - It's Time Combat 4                   | 16/04/2014 | 3     | 5:00  | Manaus, Amazonas     |                                                                                                  |
| Derrota | 3-1    | Thiago Silva               | Decisão (dividida)                  | BWF - Big Way Fight 3                      | 08/11/2013 | 3     | 5:00  | Manaus, Amazonas     |                                                                                                  |
| Vitória | 3-0    | Luiz Carlos Silva          | Finalização (chave de braço)        | ITC - It's Time Combat 3                   | 13/07/2013 | 1     | 0:00  | Manaus, Amazonas     |                                                                                                  |
| Vitória | 2-0    | Raniel da Costa            | Nocaute (socos)                     | ITC - It's Time Combat 2                   | 01/02/2013 | 2     | 0:00  | Manaus, Amazonas     |                                                                                                  |
| Vitória | 1-0    | Francivaldo Arauvo         | Nocaute (socos)                     | ITC - It's Time Combat                     | 08/09/2012 | 2     | 0:00  | Manaus, Amazonas     |                                                                                                  |